# Vyhnání z ráje (Star Trek)
Vyhnání z ráje (v anglickém originále This Side of Paradise) je 24. díl první řady seriálu Star Trek. Premiéra epizody proběhla 2. března 1967.

## Příběh
Hvězdného data 3417.3 kosmická loď USS Enterprise (NCC-1701) vedená kapitánem Jamesem Tiberius Kirkem doráží na orbitu planety Omicron Ceti III, kde se nachází zemědělská kolonie Spojené federace planet. Na planetu přijíždějí s tím, že tamní kolonisté budou všichni mrtví po zásahu Bertholdových paprsků. Je velkým překvapením, že všichni kolonisté jsou živí a zdraví.
Doktor McCoy podrobuje všechny kolonisty lékařským prohlídkám, ale ukazují, že jsou v perfektní kondici. Ba co víc, původně odebrané slepé střevo je na svém místě a i jizva po lékařském zákroku je pryč. Panu Spockovi není jasné, proč na planetě nejsou žádná zvířata a to jak ta zemědělská, tak klasická fauna. Spock se také setkává se svou dřívější známostí Leilou Kalomi, která kdysi usilovala o jeho srdce. Kapitán Kirk chce evakuovat všechny kolonisty na základnu 27, ale Elias Sandoval, vedoucí kolonie s tím nesouhlasí a odmítá se transportovat na palubu Enterprise. Leila vezme Spocka na procházku s tím, že mu ukáže důvod, proč přežili záření. Když Spock dorazí na místo je infikován neznámou rostlinou, která na něj vychrlí spóry. Spock se najednou dostává do euforie a vše mu začíná být jedno.
Záhy jsou infikováni další členové včetně pana Sulu a doktora McCoye. Namísto, aby kolonisté byli transportováni na Enterprise, posádka se postupně transportuje na povrch planety. Uhura zkratuje komunikační zařízení, kromě spojení na povrch a přidává se k ostatním na povrchu. Kirk, jako jediný neinfikovaný, si uvědomuje že jde o vzpouru. Spock mu posléze vysvětluje, že "nemoc" se projevuje spokojeností, laxností, pocitem štěstí a také obnovením zdraví. Je zřejmé, že nebude jednoduché, aby sám přišel na řešení. Když se vrací na Enterprise, můstek již zeje prázdnotou. Loď samotná se udrží na orbitě několik měsíců, ale je mu zřejmé, že jí nemůže řídit sám, aby doletěl pro pomoc. Při hloubání je sám také infikován jednou rostlinou a oznamuje Spockovi, že se bude transportovat za nimi na povrch. Těsně před transportem se v něm něco zlomí a zaplaví jej vztek. V tu chvíli účinek květiny zmizí a dochází mu, že nemoc mohou vyloučit prudké emoce a především vztek. Rozhoduje se zavolat pana Spocka a použít na něj svou metodu, ale uvědomuje si značné riziko, protože vulkánec má mnohem větší sílu, než člověk. „Tak pojď, ty vzpurnej, nevěrnej, automatickej míšenče!“ začíná Kirk svůj plán vůči Spockovi. Ačkoliv Spock zpočátku odolává, po chvilce napadne kapitána, ale ještě předtím než by mu vážně ublížil se dostává z moci spór. Kirk mu sděluje, že má plán sestavit vysílač, který by mohl najednou vysílat signál všem komunikátorům na povrchu. Spock ještě dodává, že napadení jiného důstojníka je na vojenský soud, ale Kirk mu odvětí, že pokud by byli oba v cele, nebyl by kdo k sestavení vysílače. Když je vysílač hotov, Spock dodává, že by měl fungovat na jejich emoce, aniž by věděli odkud signál pochází. Skutečně se na planetě začínají všichni pouštět do šarvátek, rvaček a začínají se urážet. Když se z euforie dostává i Sandoval, uvědomuje si, že díky omámení nedošli k žádnému pokroku, vývoji nebo odvedené práci a ztratili tak tři roky.
Z povrchu se všichni začínají hlásit a vše se pomalu vrací do původních kolejí. Když Enterprise opouští orbitu planety, McCoy to označuje za druhé vyhnání z ráje.